# La costeña y el cachaco
La costeña y el cachaco est une telenovela colombienne diffusée en 2003-2004 sur RCN Televisión.

## Acteurs et personnages
- Jorge Enrique Abello : Antonio Andrade "el cachaco"
- Amada Rosa Pérez : Sofía Granados " la costeña"
- Géraldine Zivic : Maria Elvira Narvaes
- Diego Trujillo : Simón
- Alejandro Martínez : Luciano 'Luchi'
- Gustavo Angarita Jr. : Jose Luis 'Pepe Lucho' Ibarra
- Tatiana Renteria : Natalia
- Ernesto Benjumea : Sebastian Morales
- Luis Fernando García : Pedro "Pote" Arango
- Carmenza Gómez : Mercedes Viuda de Granados
- Humberto Dorado : Vicente Granados
- Nicolás Montero : Ricardo Segura
- Luis Eduardo Arango : Rafael Padilla
- Jennifer Steffens : Marina
- Vetto Gálvez : Betto
- Jhon Bolivar : Robert "el guajiro"
- Maribel Abello : Laura de Arango
- Marcela Agudelo : Martha
- Estefanía Borge : Titina
- Mario Duarte : Marcelo 'Chelo'
- Alberto Valdiri : Ing. López
- Luisa Fernanda Giraldo : Myriam de López
- Javier Gnecco : Eduardo Andrade
- Maria Isabel Henao : Mariana Andrade
- Rafael Martínez : David
- Pedro Palacio : Kike
- Pedro Roda : Juan Diego
- Indhira Serrano : Maria Jose
- Ana Karina Soto : Eunice
- Luis Tamayo : Pepe
- Flavio León : Chalo
- Talú Quintero : Beatriz
- Consuelo Moure : Emma
- Nestor Alfonso Rojas : Chichi

## Autres versions
- La vecina (Televisa, 2015)

### Sources
- (es) Cet article est partiellement ou en totalité issu de l’article de Wikipédia en espagnol intitulé « La costeña y el cachaco » (voir la liste des auteurs).